# Tetraglenes crassicornis
Tetraglenes crassicornis là một loài bọ cánh cứng trong họ Cerambycidae.